# Notobuxus natalensis
Notobuxus natalensis är en buxbomsväxtart som beskrevs av Daniel Oliver. Notobuxus natalensis ingår i släktet Notobuxus och familjen buxbomsväxter. Inga underarter finns listade i Catalogue of Life.